# Light After Dark
Light After Dark é o primeiro álbum da cantora inglesa Clare Maguire, editado em Fevereiro de 2011. "Ain't Nobody" foi o single de avanço, lançado em Outubro de 2010. Em 2011 Maguire fica em quinto lugar na lista BBC Sound of, que elege os 15 artistas mais promissores.

## Faixas
| N.º | Título                     | Duração |  |
| 1.  | "Are You Ready?"           | 0:57    |  |
| 2.  | "The Shield and the Sword" | 3:32    |  |
| 3.  | "The Last Dance"           | 3:34    |  |
| 4.  | "Freedom"                  | 3:21    |  |
| 5.  | "I Surrender"              | 3:45    |  |
| 6.  | "Bullet"                   | 3:28    |  |
| 7.  | "Happiest Pretenders"      | 3:56    |  |
| 8.  | "Sweet Lie"                | 3:56    |  |
| 9.  | "Break These Chains"       | 3:34    |  |
| 10. | "You're Electric"          | 3:57    |  |
| 11. | "Ain't Nobody"             | 3:56    |  |
| 12. | "Light After Dark"         | 3:58    |  |
| 13. | "This Is Not The End"      | 3:21    |  |

## Desempenho nas tabelas
| Tabela (2011)         | Melhor posição |
| --------------------- | -------------- |
| Irish Albums Chart    | 34             |
| UK Albums Chart       | 7              |
| Scottish Albums Chart | 6              |